# 黄义刚
黄義剛（?—?），字毅然。南宋抚州临川人。
黃義勇之弟。生卒年不詳。绍熙四年（1193年）師事朱熹，事朱熹最久。是朱熹的晚年弟子。生平散見於《朱子語類》。《朱子语类》卷二十三多錄其言論，兩人曾討論過渾天儀的原理。也曾討論东莱（吕祖谦）之学。朱熹回答他：“伯恭於史分外仔細，於經卻不甚理會。”餘事失考。